# Georgij Ivanov

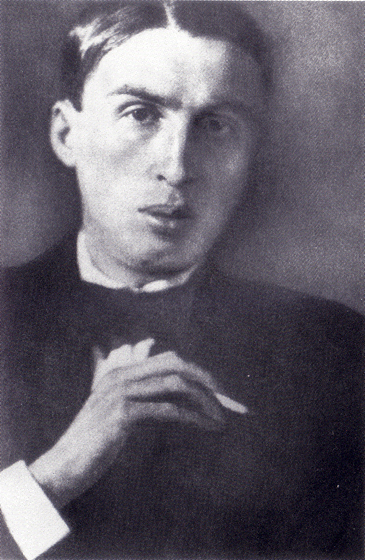
Georgij Ivanov.

Georgij Vladimiromitj Ivanov (ryska: Георгий Владимирович Иванов), född 11 oktober (gamla stilen: 29 september) 1894 i guvernementet Kovno, död 26 augusti 1958 i departementet Var, Frankrike, var en rysk poet.
Ivanov författade ett tiotal diktsamlingar och ett par litteraturkritiska arbeten. Ivanovs produktion utmärkte sig för en musikalisk och effektfull form men kallt och lidelsefritt innehåll. Han emigrerade 1922 till Frankrike.